# Montanyana (Selvanera)
Montanyana és una masia de Selvanera, al municipi de Torrefeta i Florejacs (Segarra), inclosa a l'Inventari del Patrimoni Arquitectònic de Catalunya.

## Descripció
Edifici de quatre façanes i tres plantes. A la façana nord-est, a la planta baixa a la dreta, hi ha una entrada amb llinda de formigó i porta metàl·lica. La part esquerra de la façana està coberta per un edifici annex. A la següent planta, a la dreta, hi ha una finestra i a la seva esquerra una estructura sortint de nova construcció amb diverses finestres. Al darrer pis hi ha dues finestres. La façana sud-est està coberta per un altre cos. A la façana sud-oest, a la segona planta a l'esquerra, hi ha una finestra i, a la seva dreta, un balcó amb barana de ferro. Al darrer pis hi ha dues finestres. A la façana nord-est hi ha diverses finestres repartides per la façana. La coberta és de dos vessants, acabada amb teula.
El segon cos està adjunt a la casa per la façana sud-est. A la façana nord-est té una entrada amb llinda de formigó i porta metàl·lica a la planta baixa, a la segona planta, hi ha una finestra. A la façana sud-est hi ha una entrada a la planta baixa i a la següent planta hi ha dues petites finestres laterals i dos balcons centrals. La coberta és d'un vessant, acabada en teula.
Pels voltants hi ha edificis que tenien funció agrícola.
S'hi arriba per una carretera que deixa Selvanera pel sud, a uns 500 metres s'agafa un camí a l'esquerra que hi porta.